# 河相周夫
河相 周夫（かわい ちかお、1952年（昭和27年）11月22日 - ）は、日本の外交官。上皇侍従長。侍従長（第9代）。祖父は情報局総裁兼外務次官を務めた河相達夫。
外務省北米局長、外務省総合外交政策局長、内閣官房副長官補、外務事務次官、外務省顧問、式部官長などを歴任した。

## 人物
東京都出身。1975年（昭和50年）一橋大学経済学部を卒業し、外務省に入省する。2005年（平成17年）外務省北米局長就任。2006年（平成18年）4月にクリストファー・ヒル国務次官補と東京都内のホテルで会談、BSE問題に絡み米国産牛肉の全面輸入禁止措置がとられていることについてヒル次官補から早期解禁を要求されたのに対し、米国の検査体制整備がなされない限り輸入解禁はできない旨を告げた。同年6月にもヒル国務次官補と外務省で会談し、北朝鮮に対するミサイル防衛でアメリカ軍と連携を強化する方針を確認した。
2012年（平成24年）9月11日付外務事務次官就任。同年靖国神社・日本大使館放火事件犯人に対し引き渡し拒絶決定がなされたことに関し、申珏秀駐日韓国大使に遺憾である旨の抗議及び要請を行った。2012年（平成24年）9月24日、沖縄県・尖閣諸島問題を話し合うため中国を訪問し、同25日張志軍中国外交部筆頭副部長と4時間に渡り会談した。双方は協議継続で一致したものの、議論は平行線のままで、関係改善の糸口を見いだすには至らなかった。
2013年（平成25年）1月に訪米、バーンズ国務副長官、ラッセル国家安全保障会議アジア上級部長と安倍晋三首相の2月訪米への調整を行った。
2013年（平成25年）6月、通常2年の在職期間となる外務事務次官職を10ヶ月弱で退任。次官就任前から作家の佐藤優による批判をたびたび受けており、佐藤はこの次官退任劇についても安倍首相による事実上の更迭であるとしているが、同月に小笠原倫明総務事務次官、真砂靖財務事務次官、金子順一厚生労働事務次官、坂篤郎日本郵政社長が、いずれも就任1年を満たずに退任した他、7月には森口泰孝文部科学事務次官も退任し、さらにこれに先立って3月に金沢博範防衛事務次官も退任、2012年（平成24年）12月には梅本和義内閣官房副長官補が就任1ヶ月ほどで退任していたなど、同様の例は相次いでおり、民主党から自民党への政権交代に伴う人事の一環と考えられる。
外務省顧問等を経て、2014年（平成26年）9月1日、宮内庁式部官長。同年12月、上皇后美智子のベルギー行啓に随行した他、2015年（平成27年）4月の天皇皇后のパラオ行幸啓を事務方として取り仕切った。
2015年（平成27年）5月1日から侍従長。2016年（平成28年）5月半ばから始まった風岡典之宮内庁長官らとの「4+1」会合に参加し、天皇譲位のための検討を進めた。
2019年（平成31年/令和元年）4月23日の閣議決定により、5月1日の皇位継承をもって侍従長を退任し、新設された宮内庁上皇職トップの上皇侍従長に就任することになった。

## 経歴
- 1952年（昭和27年）11月 - 東京都出身。
- 1975年（昭和50年）3月 - 一橋大学経済学部卒業。
- 1975年（昭和50年）4月 - 外務省入省。
- 1989年（平成元年）12月 - 在アメリカ合衆国日本国大使館参事官。
- 1995年（平成7年）1月 - 外務省アジア局南東アジア第一課長。
- 1996年（平成8年）1月 - 総合外交政策局企画課長。
- 1996年（平成8年）1月 - 外務大臣（池田行彦・小渕恵三）秘書官事務取扱。
- 1997年（平成9年）9月 - 総合外交政策局企画課長。
- 1998年（平成10年）2月 - 外務省総合外交政策局総務課長。
- 2000年（平成12年）12月 - 外務省大臣官房外務参事官兼北米局参事官。
- 2001年（平成13年）1月 - 外務省大臣官房参事官兼北米局参事官。
- 2001年（平成13年）9月 - 駐アメリカ合衆国特命全権公使。
- 2005年（平成17年）1月 - 外務省北米局長。
- 2007年（平成19年）1月 - 外務省総合外交政策局長。
- 2008年（平成20年）7月30日 - 内閣官房副長官補（外政担当）。
- 2008年（平成20年）9月25日 - 外務省大臣官房長。
- 2009年（平成21年）1月30日 - 外務省大臣官房外務省支出総点検担当室長 併任。
- 2010年（平成22年）1月15日 - 内閣官房副長官補（外政担当）。
- 2012年（平成24年）9月11日 - 外務事務次官。
- 2013年（平成25年）6月28日 - 退官、外務省顧問。
- 2013年（平成25年）8月1日 - 株式会社伊藤園顧問。
- 2014年（平成26年）9月1日 - 宮内庁式部官長。
- 2015年（平成27年）5月1日 - 侍従長。
- 2019年（令和元年）5月1日 - 上皇侍従長。

## 著作
- 「政策座談会 どこへ向かう?安倍外交--対米偏重からの脱却路線も」（名和興一、田中明彦他と共著、（毎日フォーラム、2007年5月）
- 「天皇皇后両陛下フィリピン随行記」（月刊文藝春秋、2016年5月号）

## 同期
- 別所浩郎（12年駐韓大使・10年外務審議官）
- 奥田紀宏（13年駐カナダ大使・10年駐エジプト大使・08年国連次席大使）
- 谷崎泰明（13年外務省研修所長・10年駐ベトナム大使）
- 三輪昭（14年関西担当大使・10年駐ブラジル大使・08年駐ポルトガル大使）
- 鈴木庸一（13年駐フランス大使・10年駐シンガポール大使）
- 持田繁（10年国連事務総長副特別代表）
- 門司健次郎（13年ユネスコ代表部大使・10年駐カタール大使）
- 渥美千尋（11年駐アイルランド大使・08年駐パキスタン大使）
- 山口寿男（07年駐ノルウェー大使・06年駐イラク大使）
- 岸野博之（13年駐ラオス大使・10年駐エチオピア大使）
- 水城幾雄（10年駐パナマ大使）
- 江川明夫（13年駐スロバキア大使・10年駐ザンビア大使）
- 竹内春久（13年駐シンガポール大使・11年駐沖縄担当大使・08年駐イスラエル大使）
- 西林万寿夫（13年駐ギリシャ大使・10年兼北極担当大使・12年文化交流担当大使・09年駐キューバ大使）
- 篠塚保（12年国際テロ対策・組織犯罪対策協力担当兼サイバー政策担当大使・09年駐バングラデシュ大使）
- 蒲原正義（13年駐カザフスタン大使・12年査察担当大使・9年駐グルジア大使）
- 森元誠二（13年駐スウェーデン大使・08年駐オマーン大使）
- 小林祐武（98年外務省経済局総務参事官室課長補佐）
- 椿秀洋（12年駐ボリビア大使）
- 庄司隆一（11年駐ナイジェリア大使）
- 清水武則（11年駐モンゴル大使）
- 福田米蔵（11年駐ジンバブエ大使）
- 隈丸優次（13年駐カンボジア大使）
- 藤田順三（13年駐ウガンダ大使）
- 丸尾眞（12年科学技術協力担当大使・10年駐キルギス大使）
- 名井良三（13年駐アンゴラ大使）
- 大部一秋（13年駐ウルグアイ大使）